# Larry C. Napper

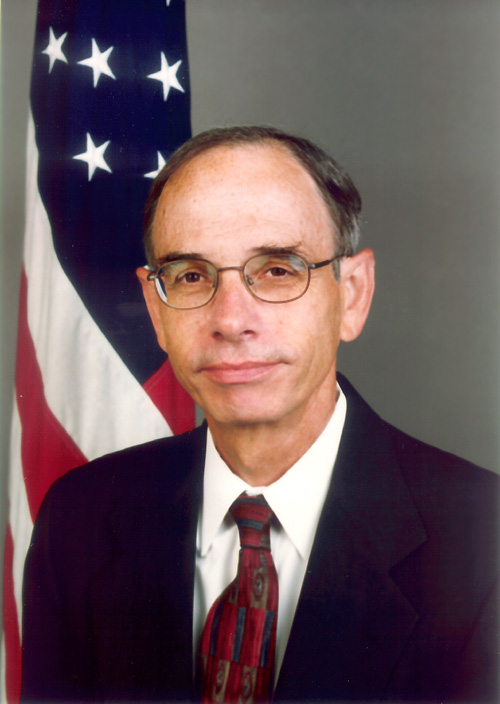
Larry C. Napper (2002)

Larry C. Napper (* 27. November 1947 in San Antonio, Texas) ist ein ehemaliger US-amerikanischer Diplomat, der unter anderem von 1995 bis 1998  Botschafter in Lettland sowie zwischen 2001 und 2004 Botschafter in Kasachstan war.

## Leben
Napper absolvierte nach dem Schulbesuch ein grundständiges Studium der Geschichte an der Texas A&M University, das er 1969 mit einem Bachelor of Arts (B.A. History) abschloss. Danach trat er in die US Army ein, aus der er 1972 als Hauptmann (Captain) ausschied. Ein darauf folgendes postgradualen Studium der Fächer Regierungswissenschaften und Auswärtige Angelegenheiten an der University of Virginia beendete er 1974 mit einem Master of Arts (M.A. Government and Foreign Affairs).
Napper trat 1974 in den auswärtigen Dienst (Foreign Service) ein und war zwischen 1975 und 1977 Vizekonsul an der Botschaft in der Sowjetunion sowie anschließend von 1977 bis 1979 Politischer Referent an der Botschaft in Botswana. Nach einer Verwendung von 1980 bis 1983 als Referent im Sowjetunion-Referat des Außenministeriums in Washington, D.C. war er zwischen 1983 und 1984 Mitarbeiter im Stab von Lee H. Hamilton, einem demokratischen Mitglied des Repräsentantenhauses aus Indiana. Daran schloss sich von 1984 bis 1986 eine Tätigkeit als Leiter des Außenpolitischen Referats der Politischen Abteilung der Botschaft in der Sowjetunion an, ehe er nach seiner Rückkehr zwischen 1986 und 1988 stellvertretender Leiter des Südafrika-Referats im Außenministerium war.
1989 war Napper zunächst kommissarischer Botschafter und danach zwischen 1989 und 1991 stellvertretender Botschafter in Rumänien. Anschließend fungierte er von 1991 bis 1994 als Leiter des Referats Sowjetunion beziehungsweise Postsowjetische Staaten im Außenministerium. Am 1. August 1995 wurde er Nachfolger von Ints M. Silins als Botschafter in Lettland und verblieb auf diesem Posten bis zu seiner Ablösung am 27. August 1998 durch James Howard Holmes. Danach war er zwischen 1998 und 2001 Koordinator für die US-amerikanische Unterstützung von Mittel- und Osteuropa.
Zuletzt wurde er am 19. September 2001 Nachfolger von Richard H. Jones als Botschafter in Kasachstan. Diesen Posten bekleidete er bis zum 7. Juli 2004, woraufhin am 17. September 2004 John Ordway neuer Botschafter in Kasachstan wurde.
Napper, der auch als Senior Lecturer an der Bush School of Government der Texas A&M University lehrte, ist verheiratet und Vater zweier Söhne.